# Coeriana rivalis
Coeriana rivalis är en fjärilsart som beskrevs av William Schaus 1904. Coeriana rivalis ingår i släktet Coeriana och familjen nattflyn. Inga underarter finns listade i Catalogue of Life.